# Pyrnus numeus
Pyrnus numeus là một loài nhện trong họ Trochanteriidae. Loài này phân bố ở Nouvelle-Calédonie.